# Морис Але
Морис Феликс Шарл Але (фр. Maurice Félix Charles Allais; Париз, 31. мај 1911 — Сен Клу, 9. октобар 2010) био је француски економиста. Добитник је Нобелове награде за економију 1988. године за свој пионирски допринос теорији тржишта и ефикасном коришћењу ресурса.